# Samuel Ďatko
Samuel Ďatko (ur. 24 czerwca 2001 w Breźnie) – słowacki piłkarz grający na pozycji napastnika w klubie MŠK Žilina.

## Kariera juniorska
Ďatko grał jako junior w ŠK Partizán Čierny Balog (do 2013) i FK Železiarne Podbrezová (2013–2019).

## Kariera seniorska

### FK Železiarne Podbrezová
Ďatko zadebiutował w pierwszej drużynie FK Železiarne Podbrezová 4 maja 2019 w meczu z FC ViOn Zlaté Moravce (0:1). Pierwszą bramkę zdobył 11 maja 2019 w przegranym 1:3 spotkaniu przeciwko Spartakowi Trnawa. Łącznie rozegrał dla nich 135 meczów i strzelił 11 goli.
Ďatko wrócił do FK Železiarne Podbrezová 16 sierpnia 2024 na zasadzie wypożyczenia na pół roku. Przez ten czas rozegrał dla nich 18 meczów i strzelił 5 goli.

### MŠK Žilina
Ďatko przeszedł do MŠK Žilina 7 stycznia 2024. Debiut dla nich zaliczył 9 lutego 2024 w przegranym 0:4 spotkaniu przeciwko Slovanowi Bratysława. Pierwszego gola strzelił 4 maja 2024 w meczu również ze Slovanem Bratysława.
W 2025 Ďatko rozegrał 4 mecze w rezerwach MŠK Žilina. Strzelił w nich jednego gola.

## Kariera reprezentacyjna

### Młodzieżowe reprezentacje Słowacji
W 2017 Ďatko rozegrał 5 meczów w reprezentacji Słowacji U-16. Strzelił w nich 2 gole. W 2017 zaliczył też jeden występ w kadrze Słowacji U-17. W 2019 trzykrotnie zagrał w reprezentacji Słowacji U-19. W 2022 trzy razy zagrał w kadrze Słowacji U-21.

## Statystyki

### Klubowe
(aktualne na dzień 27 lipca 2025)
| Klub                     | Sezon              | Liga               | Liga  | Liga   | Puchar kraju | Puchar kraju | Europa | Europa | Suma  | Suma   |
| Klub                     | Sezon              | Liga               | Mecze | Bramki | Mecze        | Bramki       | Mecze  | Bramki | Mecze | Bramki |
| ------------------------ | ------------------ | ------------------ | ----- | ------ | ------------ | ------------ | ------ | ------ | ----- | ------ |
| FK Železiarne Podbrezová | 2018/19            | I liga słowacka    | 4     | 1      | 0            | 0            | –      | –      | 4     | 1      |
| FK Železiarne Podbrezová | 2019/20            | I liga słowacka    | 18    | 0      | 1            | 0            | –      | –      | 19    | 0      |
| FK Železiarne Podbrezová | 2020/21            | I liga słowacka    | 22    | 0      | 3            | 2            | –      | –      | 25    | 2      |
| FK Železiarne Podbrezová | 2021/22            | I liga słowacka    | 29    | 3      | 2            | 1            | –      | –      | 31    | 4      |
| FK Železiarne Podbrezová | 2022/23            | I liga słowacka    | 33    | 3      | 3            | 0            | –      | –      | 36    | 3      |
| FK Železiarne Podbrezová | 2023/24            | I liga słowacka    | 16    | 0      | 4            | 1            | –      | –      | 20    | 1      |
| FK Železiarne Podbrezová | 2024/25            | I liga słowacka    | 14    | 1      | 4            | 4            | –      | –      | 18    | 5      |
| FK Železiarne Podbrezová | Ogólnie            | Ogólnie            | 136   | 8      | 17           | 8            | 0      | 0      | 153   | 15     |
| MŠK Žilina               | 2023/24            | I liga słowacka    | 13    | 1      | 0            | 0            | 0      | 0      | 13    | 1      |
| MŠK Žilina               | 2024/25            | I liga słowacka    | 10    | 0      | 1            | 0            | –      | –      | 11    | 0      |
| MŠK Žilina               | 2025/26            | I liga słowacka    | 1     | 0      | 0            | 0            | 2      | 0      | 3     | 0      |
| MŠK Žilina               | Ogólnie            | Ogólnie            | 24    | 1      | 1            | 0            | 2      | 0      | 27    | 1      |
| MŠK Žilina II            | 2024/25            | II liga słowacka   | 4     | 1      | 0            | 0            | –      | –      | 4     | 1      |
| MŠK Žilina II            | Ogólnie            | Ogólnie            | 4     | 1      | 0            | 0            | 0      | 0      | 4     | 1      |
| Ogólnie w karierze       | Ogólnie w karierze | Ogólnie w karierze | 164   | 10     | 18           | 8            | 2      | 0      | 184   | 18     |

### Reprezentacyjne
(aktualne na dzień 27 lipca 2025)
| Reprezentacja      | Rok                | Mecze | Bramki |
| ------------------ | ------------------ | ----- | ------ |
| Słowacja U-16      | 2017               | 5     | 2      |
| Ogólnie            | Ogólnie            | 5     | 2      |
| Słowacja U-17      | 2017               | 1     | 0      |
| Ogólnie            | Ogólnie            | 1     | 0      |
| Słowacja U-19      | 2019               | 5     | 0      |
| Ogólnie            | Ogólnie            | 5     | 0      |
| Słowacja U-21      | 2022               | 3     | 0      |
| Ogólnie            | Ogólnie            | 3     | 0      |
| Ogólnie w karierze | Ogólnie w karierze | 33    | 0      |